# Ofelia Zepeda
Ofelia Zepeda (* 1952 oder 24. März 1954 in Stanfield, Arizona) ist eine US-amerikanische Autorin. Sie ist Angehörige der Tohono O’Odham, in deren Sprache und in Englisch sie schreibt.
Ofelia Zepeda ist Professorin an der University of Arizona.
1999 war sie MacArthur Fellow.

## Werke
- Ocean power, 1995
- A Papago grammar, 1983
- When it rains, Papago and Pima poetry = Mat hekid o ju, 'O’odham Na-cegitodag, 1982
- Home places: contemporary Native American writing from sun tracks, 1995
- Where Clouds Are Formed (2008)
- Jewed 'i-Hoi / Riding the Earth (2009)

## Nachweise
1. ↑  „24. März 1954“, „1952“ an vielen Stellen

| Personendaten    | Personendaten                                                                        |
| ---------------- | ------------------------------------------------------------------------------------ |
| NAME             | Zepeda, Ofelia                                                                       |
| KURZBESCHREIBUNG | US-amerikanische Autorin, schreibt in der Sprache der Tohono O’Odham und in Englisch |
| GEBURTSDATUM     | 1952 oder 24. März 1954                                                              |
| GEBURTSORT       | Stanfield (Arizona), USA                                                             |